# Achaea albicilia
Achaea albicilia is een vlinder van de familie van de spinneruilen (Erebidae). De wetenschappelijke naam van deze soort is voor het eerst voorgesteld als Ophisma albicilia door Francis Walker in een publicatie uit 1858.
De soort komt voor in tropisch Afrika waaronder Gambia, Sierra Leone, Ivoorkust, Nigeria, Congo-Brazzaville, Congo-Kinshasa, Ethiopië, Oeganda, Tanzania, Malawi en Zuid-Afrika.